# Uebelinia crassifolia
Uebelinia crassifolia är en nejlikväxtart som beskrevs av T. C. E. Fries. Uebelinia crassifolia ingår i släktet Uebelinia och familjen nejlikväxter. Inga underarter finns listade i Catalogue of Life.